# STS-111
STS-111は、スペースシャトルエンデバーと国際宇宙ステーション（ISS）で行われたミッションである。ISSへの物資の補給及びExpedition 4のクルーとExpedition 5のクルーの交代を行った。

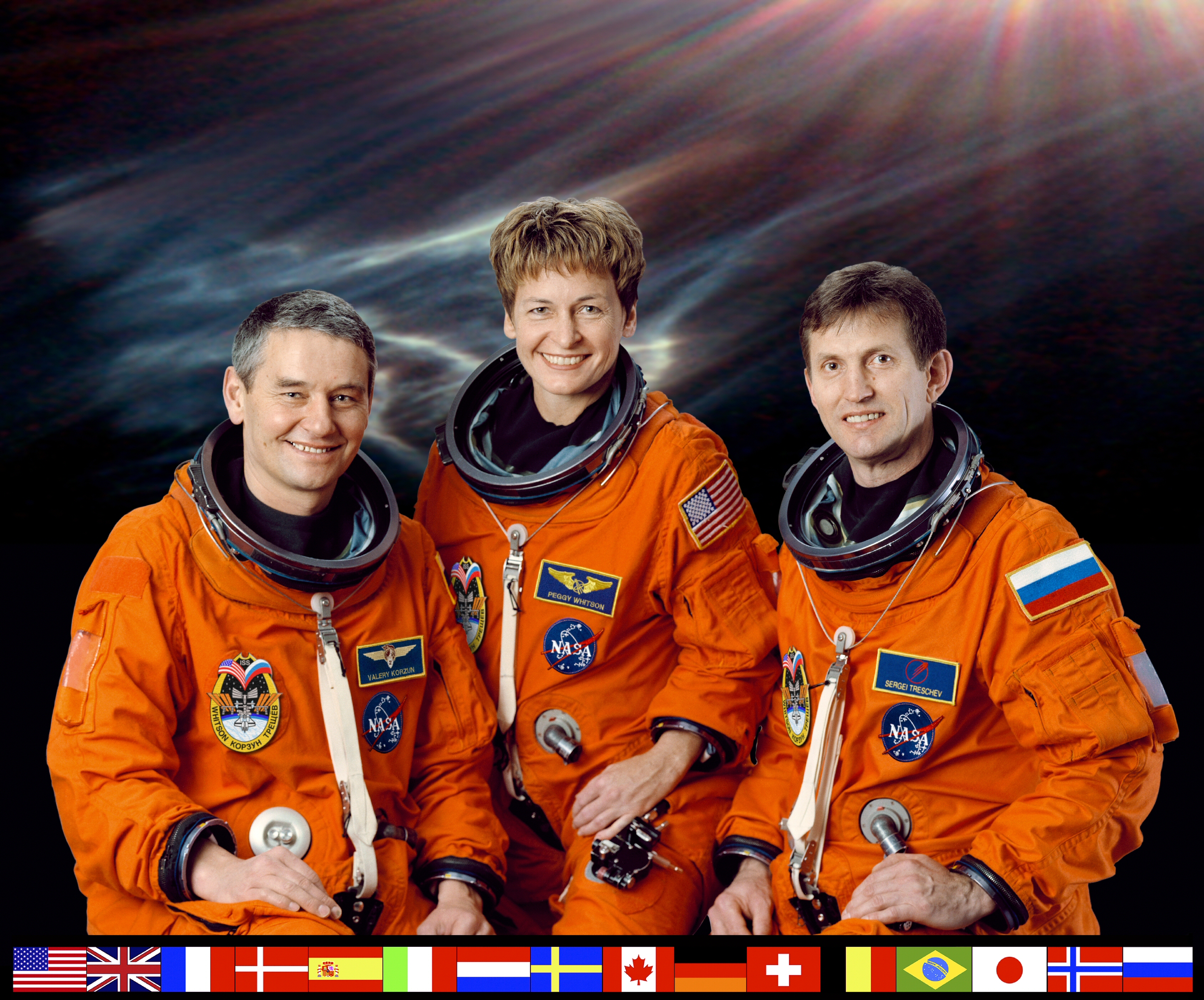
出発するExpedition 5クルー

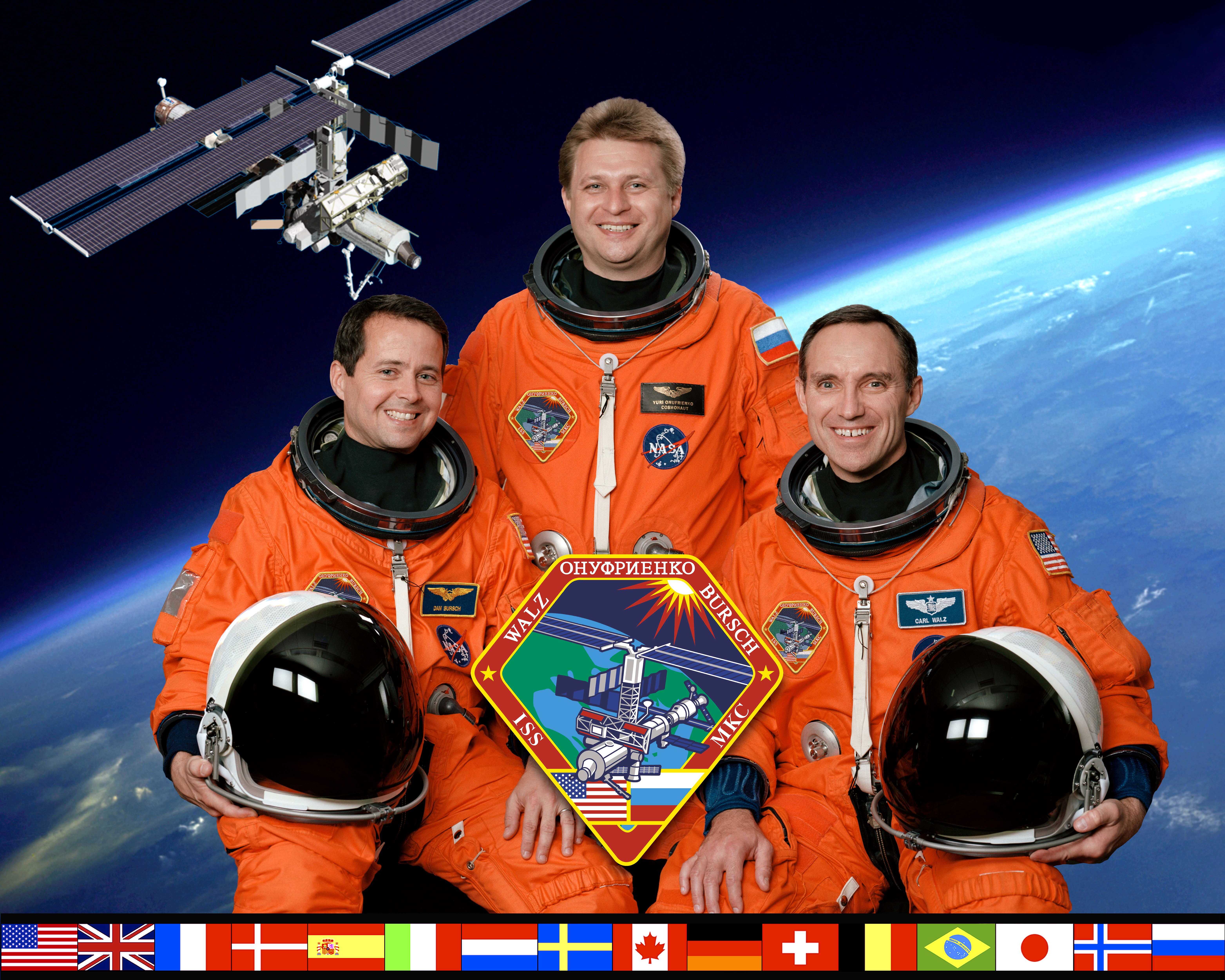
帰還したExpedition 4クルー

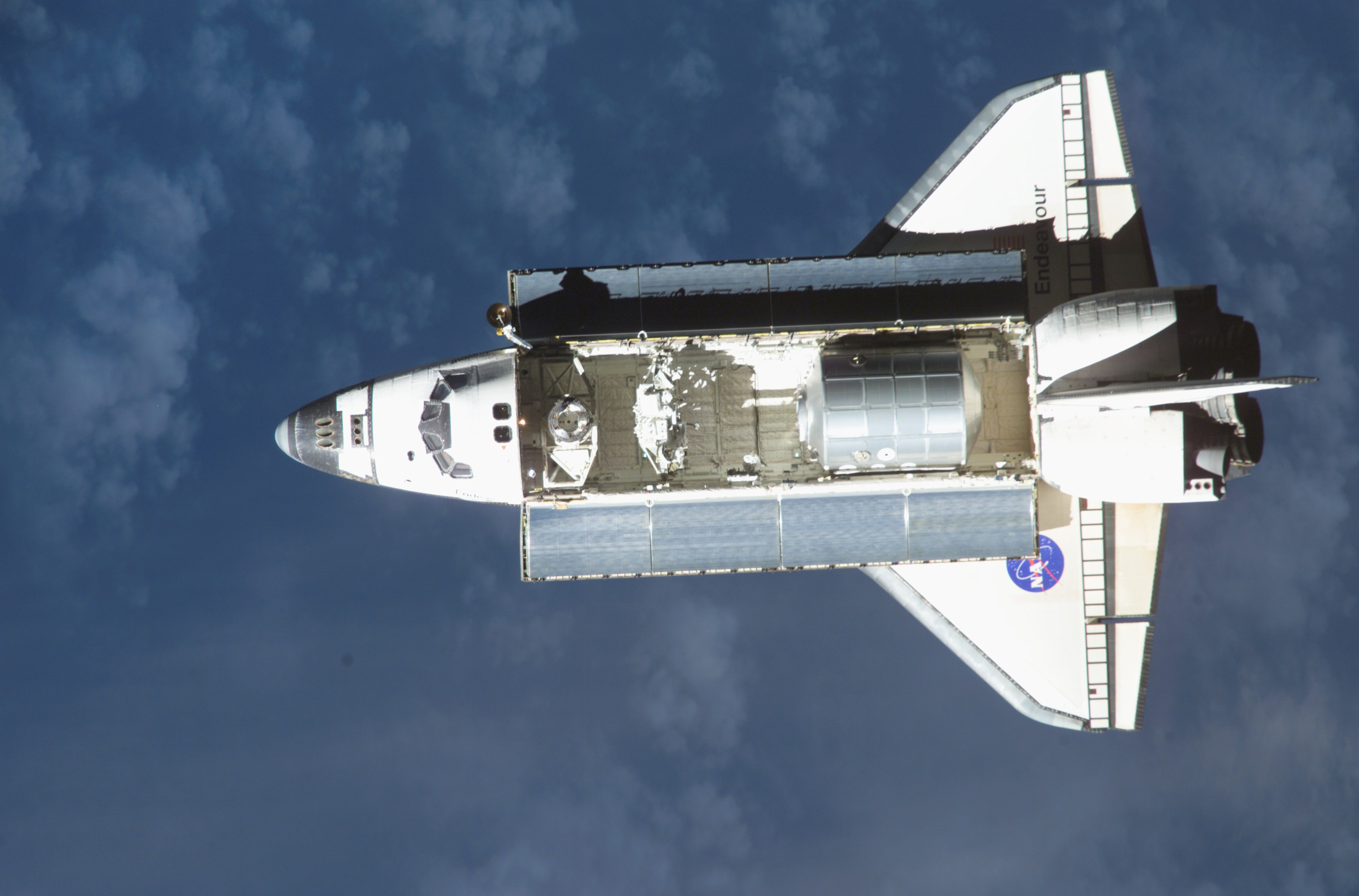
MPLMを運ぶエンデバー

## 乗組員
- ケネス・コックレル (5), 船長
- ポール・ロックハート (1), パイロット
- フランクリン・チャン＝ディアス (7), ミッションスペシャリスト
- フィリップ・ペリン（英語版） (1) （フランス国立宇宙センター）, ミッションスペシャリスト

### Expedition 5乗組員
- ワレリー・コルズン (2), （ロシア連邦宇宙局）,ISS船長
- ペギー・ウィットソン (1), ISSフライトエンジニア
- セルゲイ・トレシェフ (1), （ロシア連邦宇宙局）,ISSフライトエンジニア

### Expedition 4乗組員
- ユーリー・オヌフリエンコ (2) （ロシア連邦宇宙局）, ISS船長
- カール・ウォルツ (4), ISSフライトエンジニア
- ダニエル・バーシュ（英語版） (4), ISSフライトエンジニア

かっこ内の数字は、今回を含めたフライト経験数。

## パラメータ
- 重量
  - 離陸時のオービター 116,523 kg
  - 着陸時のオービター 99,385 kg
  - ペイロード 12,058 kg
- 近地点 349 km
- 遠地点 387 km
- 軌道傾斜角 51.6°
- 軌道周期 91.9分

### ISSとのドッキング
- 結合 2002年6月7日 16:25:00 UTC
- 分離 2002年6月15日 14:32:00 UTC
- 期間 7日22時間分00秒

### 宇宙遊泳のリスト
|     | ミッション    | 人物                                              | 開始時間（UTC）     | 終了時間（UTC）     | 期間      | ミッション                                                 |
| --- | ------------- | ------------------------------------------------- | ------------------- | ------------------- | --------- | ---------------------------------------------------------- |
| 39. | STS-111 EVA 1 | フランクリン・チャン＝ディアス フィリップ・ペリン | 2002年6月9日 15:27  | 2002年6月9日 22:41  | 7時間14分 | P6トラスへの電源の取り付け                                 |
| 40. | STS-111 EVA 2 | フランクリン・チャン＝ディアス フィリップ・ペリン | 2002年6月11日 15:27 | 2002年6月11日 22:41 | 5時間00分 | モバイルトランスポータへのモバイルベースシステムの取り付け |
| 41. | STS-111 EVA 3 | フランクリン・チャン＝ディアス フィリップ・ペリン | 2002年6月13日 15:16 | 2002年6月13日 22:33 | 7時間17分 | カナダアーム2のジョイントの交換                            |

## ミッションハイライト
STS-111の主目的は、ISSに滞在するクルーの交代であり、Expedition 4のクルー3人がExpedition 5のクルー3人と交代した。
また多目的補給モジュール（MPLM）が運び込まれ、カナダアーム2が改良された。
STS-111はフランス国立宇宙センター（CNES）の宇宙飛行士にとって最後の宇宙飛行となった。これをもってCNESは解散し、欧州宇宙機関（ESA）に引き継がれた。